# 羽ノ浦町
羽ノ浦町（はのうらちょう）は、かつて徳島県の中央東部にあった町。2006年3月20日、阿南市に編入され行政町としては廃止されたが区画としての名称はその後も使用されている。

## 概要
- 面積が県下で最も狭隘な町であったが、人口密度では県下4番目に高く、郡部では数少ない人口増加の町であった。 東は那賀川町、北及び西は小松島市に接し、南は那賀川を挟んで阿南市と接する、東西6.7 km、南北3.4 kmの小ぢんまりした町である[1][2]。

## 地理
徳島県の中央東部の平野地帯にあり、那賀川下流北岸に位置した。
- 山:観音山 標高29m
- 河川: 那賀川

### 人口
- 春日野住宅団地などの住宅地が造成されて、1970年代に7600人推移であった人口が、建設が完成された事により1975年には1万人以上と急激に増加した[3]。阿南市編入合併消滅直前の県内の郡部自治体では那賀郡那賀川町・板野郡松茂町・同郡北島町・同郡藍住町と数少ない人口増加自治体である[1][4]。
- 2010年以降は阿南市の旧羽ノ浦町に相当する地域の人口。

| 年                 | 人口    |
| ------------------ | ------- |
| 1920年（大正9年）  | 5064人  |
| 1925年（大正14年） | 5274人  |
| 1930年（昭和5年）  | 5595人  |
| 1935年（昭和10年） | 5960人  |
| 1940年（昭和15年） | 5990人  |
| 1945年（昭和20年） | 7579人  |
| 1950年（昭和25年） | 7666人  |
| 1955年（昭和30年） | 8050人  |
| 1960年（昭和35年） | 7846人  |
| 1965年（昭和40年） | 7700人  |
| 1970年（昭和45年） | 7642人  |
| 1975年（昭和50年） | 10338人 |
| 1980年（昭和55年） | 11340人 |
| 1985年（昭和60年） | 11490人 |
| 1990年（平成2年）  | 11652人 |
| 1995年（平成7年）  | 11780人 |
| 2000年（平成12年） | 11735人 |
| 2005年（平成17年） | 12163人 |
| 2010年（平成22年） | 12681人 |
| 2015年（平成27年） | 11446人 |

### 広ぼう
- 東西6.7 km、南北3.4 kmである[5]。

## 歴史

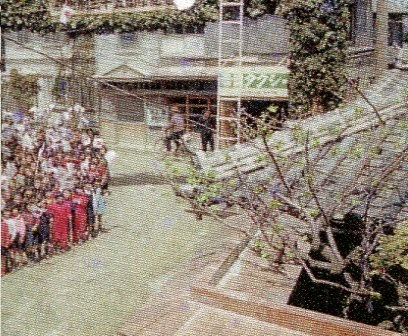
町制25周年記念パレードの様子
1953年8月撮影

- 1889年（明治22年）10月 - 中庄・宮倉・古庄・岩脇・古毛の5ヶ村が合併して羽ノ浦村となる[1]。
- 1918年（大正7年）2月 - 町制を施行し、羽ノ浦村を羽ノ浦町に改める[1]。
- 1947年（昭和22年）4月1日 - 羽ノ浦中学校創設。
- 1948年（昭和23年）4月1日 - 徳島県富岡第二高等学校羽ノ浦分校（現・徳島県立富岡東高等学校羽ノ浦校）開校。
- 1950年（昭和25年）3月26日 - 昭和天皇の戦後巡幸。昭和天皇が町内の製材所などに行幸[6]。
- 1951年（昭和26年） - 阿部源吉町長就任。
- 1954年（昭和29年）3月 - 明見地区（旧大野村の一部）を編入[1]。
- 1955年（昭和30年） - 有吉豊町長就任。
- 1957年（昭和32年） - 町村合併住民投票実施。
- 1959年（昭和34年） - 松原清五郎町長就任。
- 1964年（昭和39年）7月10日 - 那賀北部ちり焼却組合設立[7][8]。
- 1964年（昭和39年）10月14日 - 阿南市外二町衛生組合設立。
- 1966年（昭和41年）
  - 全町に上水道敷設。
  - 8月1日 - 羽ノ浦町役場庁舎落成。
  - 9月1日 - 「は」を図案化した町章を制定する[9][10]。
- 1967年（昭和42年） - 松崎一行町長就任。
- 1969年（昭和44年）
  - 2月 - 町制50周年。
  - 7月 - 福祉センター落成。
- 1970年（昭和45年） - 春日野住宅が造成される[1]。
- 1974年（昭和49年）9月1日 - 阿南市消防本部に救急業務を委託。
- 1975年（昭和50年）
  - 4月1日 - 阿南消防組合設立。
  - 県営春日野住宅団地完成　1,200戸。
- 1976年（昭和51年） - 町民グラウンド完成。
- 1978年（昭和53年）
  - 10月 - 町制60周年、総合体育館落成。
- 1979年（昭和54年）
  - 4月1日 - 私立はのうら幼稚園開園。
- 1981年（昭和56年） - 春日野体育館、老人福祉センター（老人いこいの家等）完成。
- 1983年（昭和58年） - 農村総合整備モデル事業完成。
- 1987年（昭和62年） - 生野善章町長就任、岩脇地区農業集落排水供用開始。
- 1989年（平成元年） - 町制70周年、町民プール完成。デイ・サービスセンター秋桜荘完成。
- 1990年（平成2年） - 水道センター、デイサービスセンター落成。
- 1991年（平成3年） - 羽ノ浦健康スポーツランドがオープン。
- 1992年（平成4年） - 上海市奉賢県友好団来町。
- 1994年（平成6年） - あすみが丘団地が造成される[1]。
- 1995年（平成7年）
  - あすみが丘集会所完成。
  - 7月7日 - 情報文化センター、図書館落成。
- 1997年（平成9年）3月 - 保健福祉センター落成。
- 1999年（平成11年） - 数藤善和町長就任。
- 2000年（平成12年） - あすみが丘ふくしサロン完成。
- 2001年（平成13年） - 地域インターネット基盤整備事業完成。
- 2002年（平成14年）
  - 3月15日 - 任意協議会「勝浦川・那賀川流域間1市4町合併検討協議会」設置。
  - 3月 - 町役場書庫完成。
  - 7月15日 - 法定協議会「勝浦川・那賀川流域間1市4町合併協議会」設置。
  - 8月5日 - 住民基本台帳ネットワークシステムが第一次稼動。
  - 12月24日 - 羽ノ浦町議会が「勝浦川・那賀川流域間1市4町合併協議会からの脱退を求める決議案」を可決。
- 2003年（平成15年）
  - 2月28日 - 羽ノ浦町が法定協議会「勝浦川・那賀川流域間1市4町合併協議会」から離脱を表明。
  - 3月31日 - 法定協議会「勝浦川・那賀川流域間1市4町合併協議会」を解散。
  - 8月25日 - 住民基本台帳ネットワークシステムが第二次稼動（本格稼働）。
- 2004年（平成16年）
  - 2月9日 - 研究会「1市2町合併研究会」を設置。
  - 9月27日 - 法定協議会「阿南市・那賀川町・羽ノ浦町合併協議会」を設置。
- 2005年（平成17年）
  - 2月6日 - 阿南市・那賀川町との合併の是非を問う住民投票を実施。
  - 3月23日 - 住民投票の投票済用紙が町役場から盗まれる事件が発生。
  - 7月8日 - 投票済用紙盗難事件の犯人が逮捕される。
- 2006年（平成18年）3月20日 - 阿南市に編入され消滅。

## 地域

### 大字名
- 明見地区には小字が付かない[5]。

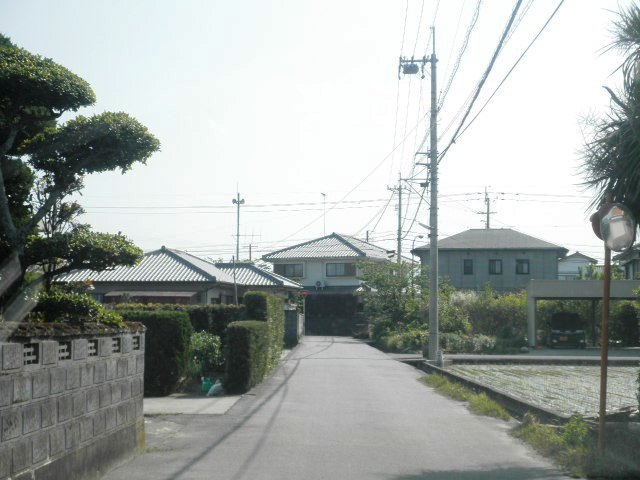
羽ノ浦地区の街並み
中庄字大知渕で撮影

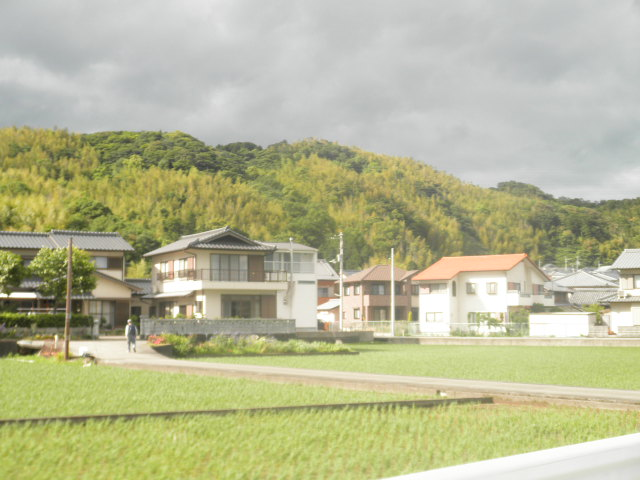
岩脇地区の街並み
古毛字阿千田で撮影

- 阿南市と編入合併後は「阿南市羽ノ浦町○○」と大字表記する。但し、宮倉字春日野は、「阿南市羽ノ浦町春日野」、宮倉字西春日野は、「阿南市羽ノ浦町西春日野」と大字表記する。

| 郵便番号 | 大字名                                           |
| -------- | ------------------------------------------------ |
| 779-1106 | 岩脇 小字奥ノ谷は779-1107                        |
| 779-1109 | 古毛                                             |
| 779-1101 | 中庄                                             |
| 779-1105 | 古庄                                             |
| 779-1102 | 宮倉 小字春日野は779-1103 小字西春日野は779-1104 |
| 779-1108 | 明見                                             |

## 商業、公共施設など

### 病院
- 阿南共栄病院

### 主な文化施設
- 羽ノ浦総合国民体育館
- 羽ノ浦情報文化センター
  - コスモホール

### 郵便局
- 羽ノ浦郵便局
- 中庄郵便局
- 春日野郵便局

### 金融機関
- 阿南信用金庫羽ノ浦支店
- 四国銀行羽ノ浦支店
- 阿波銀行羽ノ浦支店、古庄支店

## 行政

### 歴代町長
- 第一代　阿部源吉（1951年-1955年）
- 第二代　有吉豊（1955年-1959年）
- 第三代　松原清五郎（1959年-1967年）
- 第四代　松崎一行（1967年-1987年）
- 第五代　生野善章（1987年-1999年）
- 第六代　数藤善和（1999年-2006年）

### 町章
- 1966年9月1日に制定し、「は」を図案化したものである。融和と団結を太い円で表し、繁栄を目的として羽ばたく姿を象徴している[9][10]。

### 行政機構
羽ノ浦町の行政機構は以下のとおり。
| 課               | 取扱事務 |
| ---------------- | -------- |
| 総務課           |          |
| 合併対策室       |          |
| 税務課           |          |
| 住民生活課       |          |
| 保健福祉課       |          |
| 産業建設課       |          |
| 出納室           |          |
| 水道課           |          |
| 教育委員会事務局 |          |
| 農業委員会       |          |
| 議会事務局       |          |
| 選挙委員会       |          |
| 監査事務局       |          |

## 行政組織

### 警察
町内に警察署はないが、交番はある。
- 阿南警察署羽ノ浦交番

### 消防
町内に消防署はないが、阿南消防組合消防本部・消防署が管轄している。
- 阿南消防組合消防本部・消防署（現阿南市消防本部・消防署）（阿南市辰巳町1番地の33）（2003年（平成15年）4月1日〜2006年（平成18年）3月19日）

#### 過去の消防署
- 阿南消防組合消防署北出張所（那賀郡那賀川町黒地308番地の1）（1981年（昭和56年）4月1日〜2003年（平成15年）3月31日）

### 衛生
町内に清掃工場、し尿処理場はないが、阿南市外二町衛生組合が管轄している。
- 阿南市外二町衛生組合事務局（現阿南市環境管理部）（阿南市富岡町トノ12番地の3）
- 阿南市外二町衛生組合環境管理事務所（現阿南市環境管理部環境管理事務所）（阿南市富岡町あ王谷35番地の1）
- 阿南市外二町衛生組合阿南クリーンセンター（現阿南市クリーンセンター）（阿南市橘町土井崎117番地の14）
- 阿南市外二町衛生組合阿南リサイクルセンター（現阿南市リサイクルセンター）（津乃峰町西分251番地）
- 阿南市外二町衛生組合し尿処理場クリーンピュア阿南（現阿南市クリーンピュア）（阿南市熊谷町定方44番地）

## 経済

### 商業

#### スーパーマーケット
閉町時は全て営業中。
- 生鮮スーパーニコー（1971年開店 - 2023年1月25日閉店）
- キョーエイ羽ノ浦店
- ママの店羽の浦店（現在は閉店。跡地にデイリーマート羽ノ浦店が開店した。）

#### ディスカウントストア
閉町時は全て営業中。
- ディスカウントバラエティストアジャスト（2020年1月26日閉店）

#### ホームセンター
- ダイキ（旧・ベターライフ、現・DCM）羽ノ浦店

#### コンビニエンスストア
閉町時は全て営業中。
- ローソン羽ノ浦中庄店
- サンクス羽ノ浦店（現在閉店、鞍替えでセブンイレブン阿南羽ノ浦店になった後、小松島市に移転。跡地は理容サミット羽ノ浦店。）

#### 商店街
- 羽ノ浦商店街（徳島県道172号羽ノ浦停車場線・徳島県道274号坂野羽ノ浦線（旧国道55号沿い））
- 古庄商店街（国道55号（現・徳島県道130号大林津乃峰線）沿い、旧古庄駅前。）

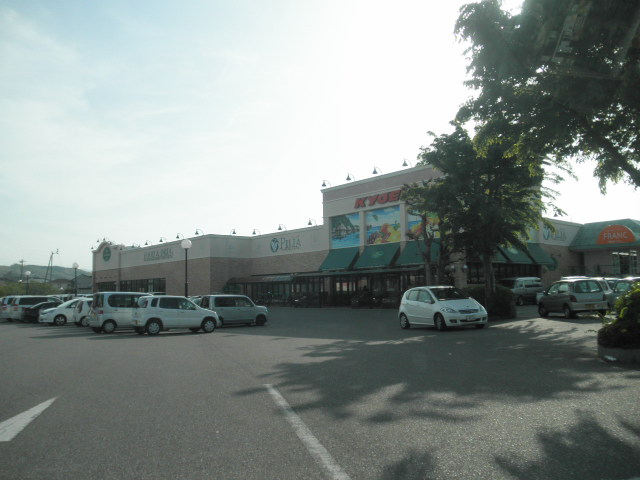
キョーエイ羽ノ浦店

### 産業
- 特産品[11]

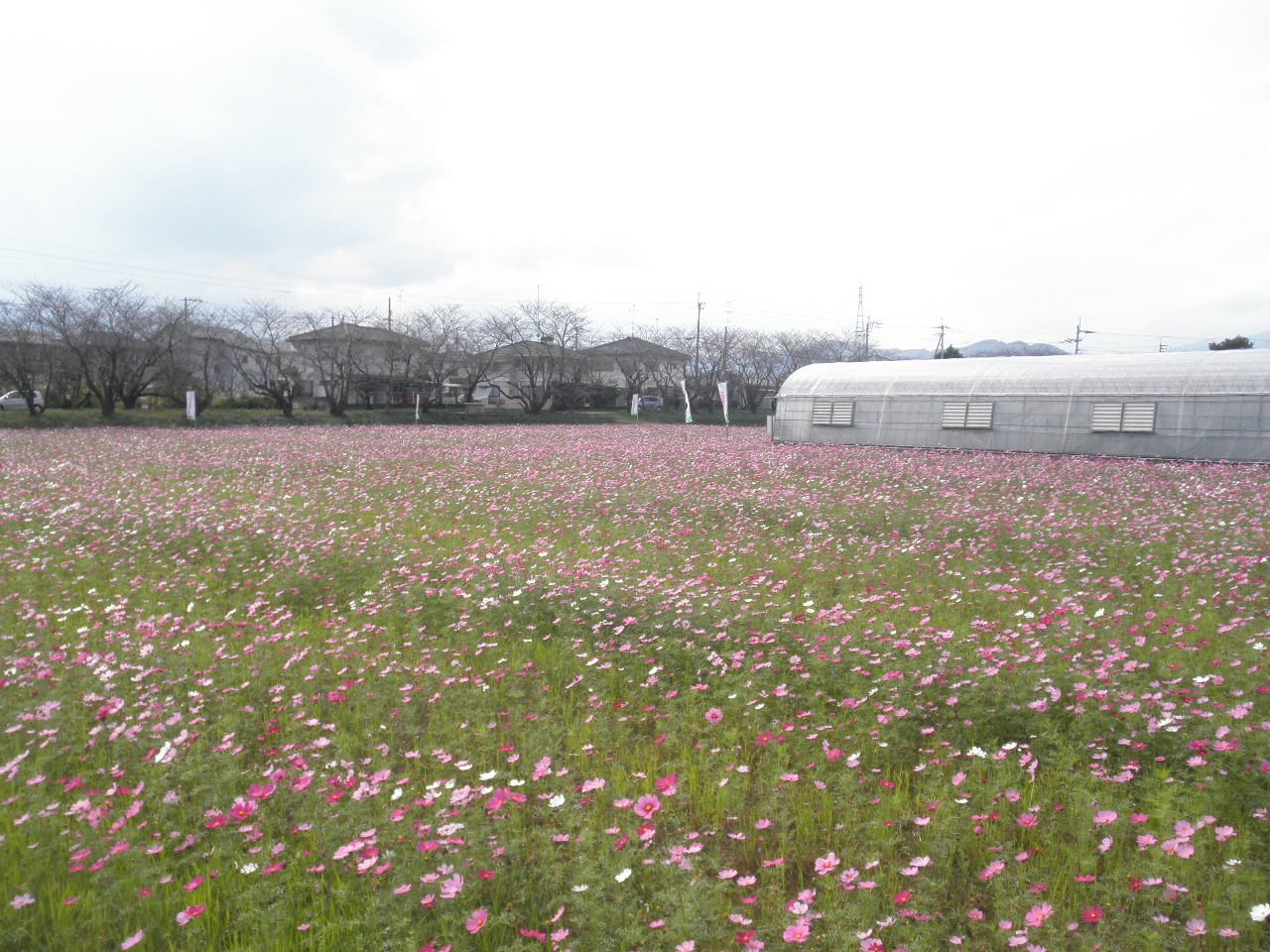
羽ノ浦町内にあるコスモス畑
岩脇字松ノ本で撮影

  - 製材・木工家具、鮎、胡瓜、苺、らん、カーネーション
- 主な産業

- 産業人口

1. 第1次産業就業者数 299人
2. 第2次産業就業者数 1,814人
3. 第3次産業就業者数 3,556人

## 地域

### 健康
- 平均年齢　43.0歳（2004年1月1日）

## 教育

### 学校教育
高等学校
- 徳島県立富岡東高等学校羽ノ浦分校

中学校
- 羽ノ浦町立羽ノ浦中学校

小学校
- 羽ノ浦町立羽ノ浦小学校
- 羽ノ浦町立岩脇小学校

幼稚園
- 私立はのうら幼稚園

### 学校教育以外の施設
保育所
- 羽ノ浦くるみ保育園
- 羽ノ浦こばと保育園
- 羽ノ浦さくら保育園
- 羽ノ浦すみれ保育園
- あざみ保育園

### 社会教育

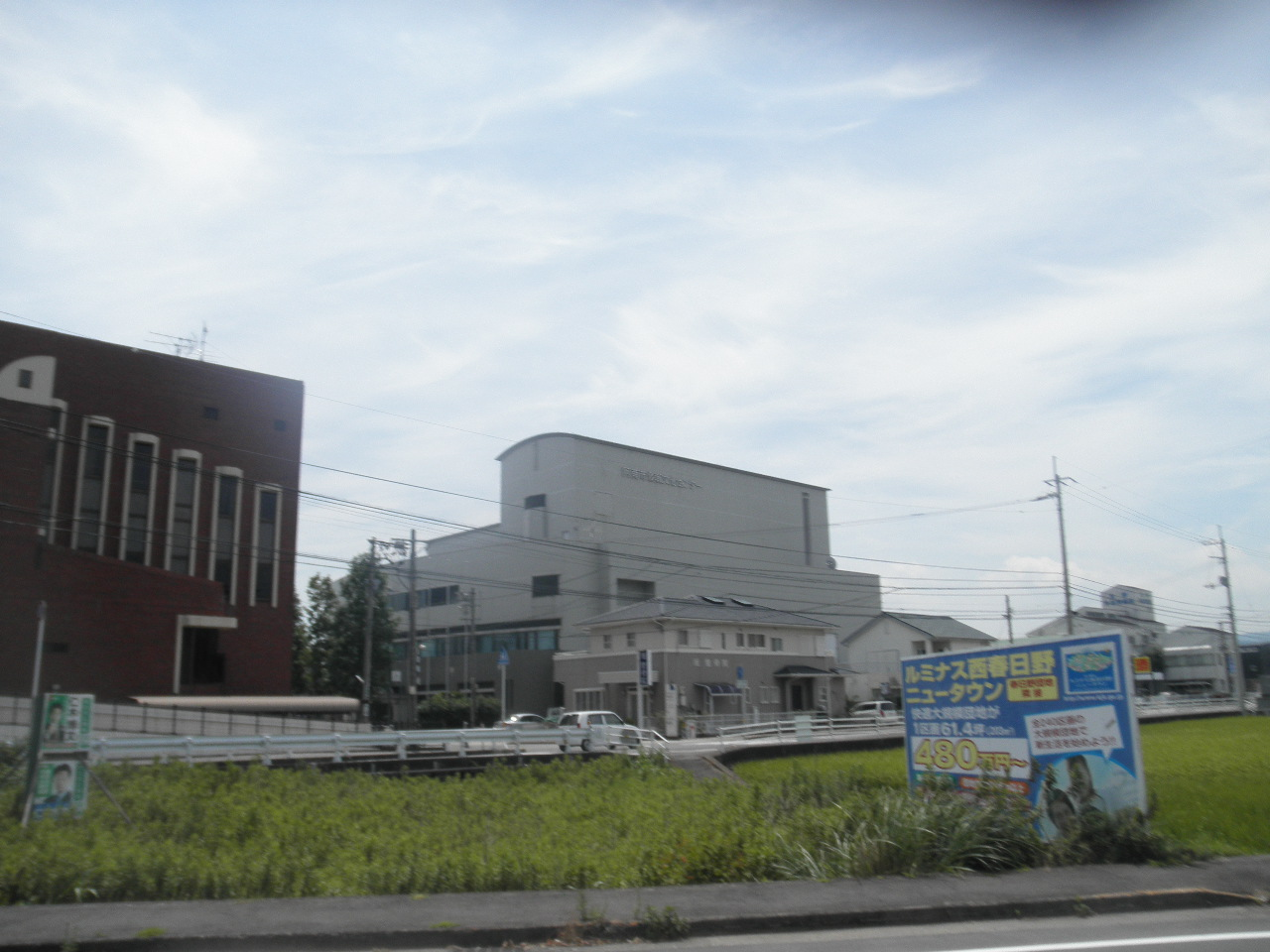
羽ノ浦町立図書館

図書館
- 羽ノ浦町立図書館

公民館
- 羽ノ浦公民館
- 那東公民館
- 古庄公民館
- 春日野公民館
- 古毛公民館

## 交通

### バス路線

#### 一般路線バス
- 徳島バス

### タクシー
- 共栄タクシー

### 鉄道路線
- 四国旅客鉄道（JR四国）
  - 牟岐線：羽ノ浦駅

かつては羽ノ浦駅と古庄駅を結ぶ貨物線が町内を通っていたが、1961年に廃線となっている。

### 道路

#### 高速道路
高速道路は町内を通過していないが、四国横断自動車道（現・徳島南部自動車道）の延伸計画（阿南 - 徳島JCT間）があり、町内を通過する予定である。現在、工事中である。

#### 一般国道
- 国道55号（現・徳島県道130号大林津乃峰線）

車線数は2車線。
- 国道195号

徳島市から阿南市橘町までは国道55号と重複区間となっている。

#### 県道

##### 主要地方道
- 徳島県道22号阿南勝浦線
- 徳島県道28号阿南小松島線

#### 一般県道
- その他の町内を通る県道
  - 徳島県道128号阿南羽ノ浦線
  - 徳島県道136号宮倉徳島線
  - 徳島県道172号羽ノ浦停車場線
  - 徳島県道274号坂野羽ノ浦線
  - 徳島県道275号敷地羽ノ浦線
  - 徳島県道276号勝浦羽ノ浦線

### 船舶
- なし

## 名所・旧跡・観光スポット・祭事・催事
- 取星寺
- 羽浦神社
- 岩脇公園
- 羽ノ浦健康スポーツランド
- 羽ノ浦前川親水公園

## 出身有名人
- 美馬順三（蘭学者）
- 児島正典（彫刻家）
- 笑福亭学光（落語家）
- 暁照雄（漫才師、元宮川左近ショー）
- 埴渕一（実業家、元キョーエイ代表取締役会長）
- 中飯静雄（実業家、元ナカイ代表取締役社長）
- 笹田伸二（競輪選手）
- 小川真太郎（競輪選手）
- 後藤卓磨（サッカー選手）
- 森山暁生（プロ野球選手）